# Zentralafrikanische Republik
Die Zentralafrikanische Republik (sango Ködörösêse tî Bêafrîka, französisch République centrafricaine; kurz meist ZAR (englisch CAR, französisch RCA) oder vereinzelt Zentralafrika) ist ein Binnenstaat in Zentralafrika. Sie grenzt (im Uhrzeigersinn von Norden) an den Tschad, den Sudan, den Südsudan, die Demokratische Republik Kongo, die Republik Kongo und Kamerun. Die Hauptstadt ist Bangui. Aufgrund des seit 2012 andauernden Bürgerkrieges ist die Zentralafrikanische Republik als zusammengehöriges, souveränes Staatsgebilde allerdings nicht mehr existent.
Die Zentralafrikanische Republik ist, gemessen am realen Bruttoinlandsprodukt pro Einwohner, eines der ärmsten Länder der Welt.
Durch die autoritäre Regierung kommt es regelmäßig zu schwerwiegenden Verletzungen der Menschenrechte.

## Geographie
Das Land liegt hauptsächlich auf dem Plateau der Nordäquatorialschwelle, die im Durchschnitt eine Höhe von 600 Metern über dem Meeresspiegel hat. Im Norden des Landes liegen 216.000 km² im Tschadbecken. Das Bongo-Massiv an der Grenze zum Sudan erhebt sich bis zu einer Höhe von 1330 m, im Yadé-Massiv (östlichster Bereich des Hochlandes von Adamaua) entlang der Grenze zu Kamerun liegt der Ngaoui, mit 1420 m höchster Berg des Landes. Die Fläche der Zentralafrikanischen Republik entspricht etwa 1,75-mal der Fläche Deutschlands.

### Klima
Das Klima entspricht größtenteils dem der wechselfeuchten Tropen und im Süden der immerfeuchten Tropen.
Das heißt, es gibt eine feuchte und eine trockene Jahreszeit. Im Norden, an der Grenze zur Trockensavanne, ist die Regenzeit rund vier Monate lang, während sie sich im Süden über acht bis zehn Monate erstreckt. Im Norden ist es vor allem in der Trockenzeit enorm heiß, teilweise bis 40 °C. Nachts hingegen kühlt es teilweise auf unter 10 °C ab. In der Hauptstadt sind die jahreszeitlichen Temperaturunterschiede wegen der Nähe zum tropischen Regenwald hingegen gering.

### Hydrologie
Praktisch der gesamte Niederschlag in dem Land entwässert entweder über den Schari in das Tschadbecken oder über den Sangha und den Ubangi in den Kongo. Nur im äußersten Westen der Zentralafrikanischen Republik liegen kleine Bereiche des Einzugsgebietes des Grenzflusses Lom, der über den Sanaga in den Golf von Guinea entwässert. Die Grenze zum Südsudan ist, abgesehen von kleinen Unschärfen, nahezu deckungsgleich mit den Einzugsgebietsgrenzen des Ubangi und des Nils. Hier befindet sich auch der Hauptwasserscheidepunkt Afrikas (etwa 9° 8′ 23,3″ N, 23° 28′ 5,9″ O)

### Flora und Fauna
Der dichte tropische Regenwald im Süden ist eine der letzten Zufluchtsstätten für Flachlandgorillas und Waldelefanten. Hier liegt auch das Dzanga-Sangha-Schutzgebiet, in dem beide Arten geschützt sind. Der größte Teil des Landes besteht aber aus Baumsavanne (Feuchtsavanne) und lichtem Wald, die im Norden allmählich in die baumärmere Trockensavanne übergehen. Zum Tierbestand zählen Elefanten, Affen, Antilopen, Büffel, seltene Vögel sowie Warane und Flusspferde in den Gewässern.
Weite Teile des Landes befinden sich in der Ökoregion Wald-Savannen-Mosaik des nördlichen Kongo.

### Verwaltungsgliederung

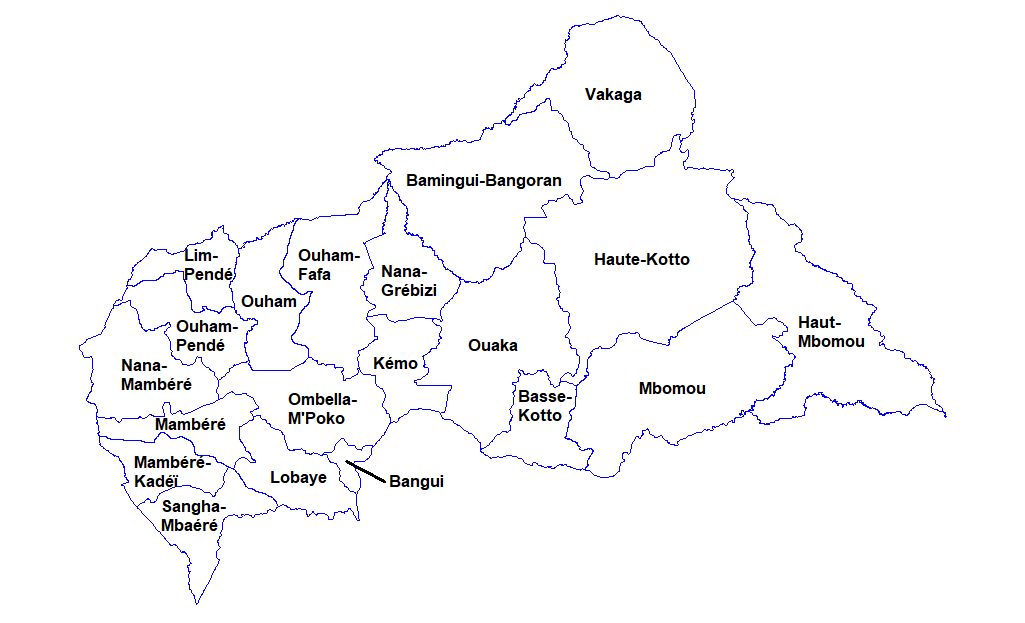
Präfekturen der Zentralafrikanischen Republik

Der Staat gliedert sich in 20 Präfekturen:
| Name              | Hauptstadt   |
| ----------------- | ------------ |
| Bamingui-Bangoran | Ndélé        |
| Bangui            | Bangui       |
| Basse-Kotto       | Mobaye       |
| Haute-Kotto       | Bria         |
| Haut-Mbomou       | Obo          |
| Kémo              | Sibut        |
| Lim-Pendé         | Paoua        |
| Lobaye            | Mbaïki       |
| Mambéré           | Carnot       |
| Mambéré-Kadéï     | Berbérati    |
| Mbomou            | Bangassou    |
| Nana-Gribizi      | Kaga-Bandoro |
| Nana-Mambéré      | Bouar        |
| Ombella-Mpoko     | Boali        |
| Ouaka             | Bambari      |
| Ouham             | Bossangoa    |
| Ouham-Fafa        | Batangafo    |
| Ouham-Pendé       | Bozoum       |
| Sangha-Mbaéré     | Nola         |
| Vakaga            | Birao        |

## Bevölkerung

### Demografie

Bevölkerungsentwicklung, Fertilitäts- und Nettoreproduktionsraten von 1950 bis 2021; Schätzung der Vereinten Nationen 2022
Blaue Kurve (linke y-Achse): Gesamtbevölkerung jeweils zum 1. Juli in Tausend
Blaue gepunktete Kurve (linke y-Achse): Gesamtbevölkerung jeweils zum 1. Juli in Tausend, Mittlere Prognose (Medium variant)
Rote Kurve (rechte y-Achse): Gesamtfruchtbarkeitsrate (Lebendgeburten pro Frau)
Rote gepunktete Kurve (rechte y-Achse): Gesamtfruchtbarkeitsrate (Lebendgeburten pro Frau), Mittlere Prognose (Medium variant)
Gelbe Kurve (rechte y-Achse): Nettoreproduktionsrate (überlebende Töchter pro Frau)
Gelbe gepunktete Kurve (rechte y-Achse): Nettoreproduktionsrate (überlebende Töchter pro Frau), Mittlere Prognose (Medium variant)

Die Zentralafrikanische Republik hatte 2022 5,6 Millionen Einwohner. Das jährliche Bevölkerungswachstum betrug + 2,2 %. Zum Bevölkerungswachstum trug ein Geburtenüberschuss (Geburtenziffer: 42,3 pro 1000 Einwohner vs. Sterbeziffer: 11,0 pro 1000 Einwohner) bei. Die Anzahl der Geburten pro Frau lag 2022 statistisch bei 5,9, die der Region West- und Zentral-Afrika betrug 4,9. Der Median des Alters der Bevölkerung lag im Jahr 2021 bei 14,7 Jahren. Im Jahr 2023 waren 47,8 Prozent der Bevölkerung unter 15 Jahre, während der Anteil der über 64-Jährigen 2,5 Prozent der Bevölkerung betrug.
Während die Regenwaldgebiete und die Trockensavanne fast menschenleer sind, was auch zu einer niedrigen Bevölkerungsdichte von 8,8 Einwohner pro km² führt, siedelt der größte Teil der Bevölkerung entlang der wichtigsten Wasserwege des Landes.

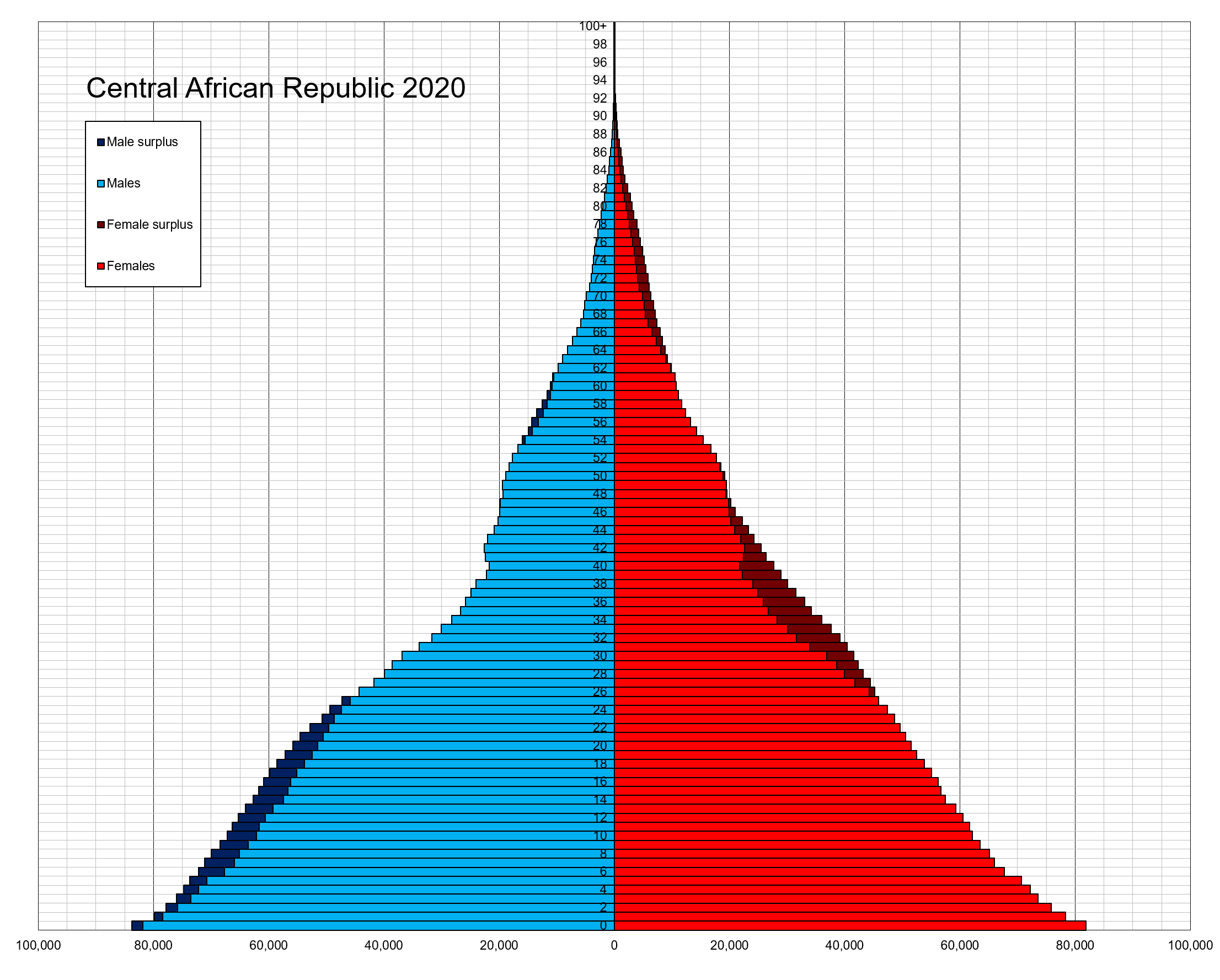
Bevölkerungspyramide der Zentralafrikanischen Republik (2020)

Für das Jahr 2050 prognostiziert die UN eine Einwohnerzahl von 11,5 Millionen („mittleres Szenario“).
| Jahr | Einwohnerzahl       |
| ---- | ------------------- |
| 1950 | 1.427.000           |
| 1960 | 1.665.000           |
| 1970 | 2 045.000           |
| 1980 | 2.403.000           |
| 1990 | 2.766.000           |
| 2000 | 3.706.000           |
| 2010 | 4.614.000           |
| 2020 | 5.272.000           |
| 2030 | 6.998.000(Prognose) |

### Bevölkerungsstruktur
Die ursprüngliche Bevölkerungsgruppe, die Pygmäen, zählt heute wenige Angehörige und lebt nur noch in den südwestlichen Regenwäldern. Die als Bewohner der südlichen Flusslandschaften lebenden Bantuvölker der Ngala-Gruppe bilden ebenfalls eine Minderheit: Von ihnen sind die Yakoma mit 4 % Anteil an der Bevölkerung das größte Volk, daneben gibt es auch die Mbaka mit ebenfalls 4 %, Lissongo, Bamda und Banziri.
Hinzu kommen im Norden sahelo-sudanische Völker – zumeist Savannenbewohner, von denen die Baya mit 33 % der Bevölkerung die größte Volksgruppe des Landes stellen, neben den Banda mit 27 %. Weiterhin sind unter den sahelosudanischen Völkern die Mandschia mit 13 %, die Sara mit 10 %, die Mboum mit 7 % und die Ngbandi stärker vertreten.
Ferner gibt es Niloten – vor allem Runga – sowie im Osten Azande-Völker. Einige Tausend Europäer, zumeist Franzosen, leben in den Städten. Im Jahr 2017 waren 1,9 % der Bevölkerung im Ausland geboren.

### Sprachen
Die Amtssprachen sind Sango (seit 1991) und Französisch (seit der Unabhängigkeit). Darüber hinaus werden zahlreiche weitere indigene Sprachen gesprochen, vor allem Ubangi-Sprachen, zu denen auch das Sango gehört. Sango hat zudem auch den Status einer Nationalsprache. Insgesamt werden 72 verschiedene Sprachen und Idiome gesprochen.

### Religionen
Die Christen sind die mit Abstand größte Religionsgemeinschaft der Zentralafrikanischen Republik. 2010 schätzte das Pew Research Center den Bevölkerungsanteil der Christen auf 90 %, darunter 2,67 Millionen Protestanten (= 61 % der Bevölkerung) und 1,26 Millionen Katholiken (29 %). Der sunnitische Islam wird von etwa 10 % der Bevölkerung praktiziert und ist vor allem im Nordosten bis Norden, in geringerem Maße auch im Nordwesten sowie durch Binnenvertreibung in weiteren Regionen des Landes verbreitet. Bei der Volkszählung 2003 hatten sich noch 9,6 % der Einwohner als Anhänger der indigenen Glaubensrichtungen bezeichnet.
Seit der Kolonialzeit missionieren verschiedene Konfessionen in der Zentralafrikanischen Republik, vor allem Lutheraner und Katholiken, dazu Baptisten, Grace Brethren und Zeugen Jehovas. Während diese Missionare anfangs vor allem aus Frankreich, den Vereinigten Staaten, Italien und Spanien kamen, sind es heute mehrheitlich Afrikaner, die den christlichen Glauben weitergeben, nämlich Laien aus der Zentralafrikanischen Republik selbst, außerdem Missionare aus Nigeria, der Demokratischen Republik Kongo und anderen Subsahara-Staaten. Viele westliche Missionare verließen das Land in den Jahren 2002 und 2003 aufgrund von Kämpfen zwischen Rebellen und Regierungstruppen.

### Bildung
Trotz Schulpflicht liegt die Analphabetenquote bei 62,6 % (Stand 2018). Die Schulbildung ist zwar kostenlos, aber immer noch nur einer kleinen Minderheit zugänglich. Seit 1969 besteht die Universität Bangui. 2008 kam die internationale Euclid-Universität hinzu.

### Gesundheit

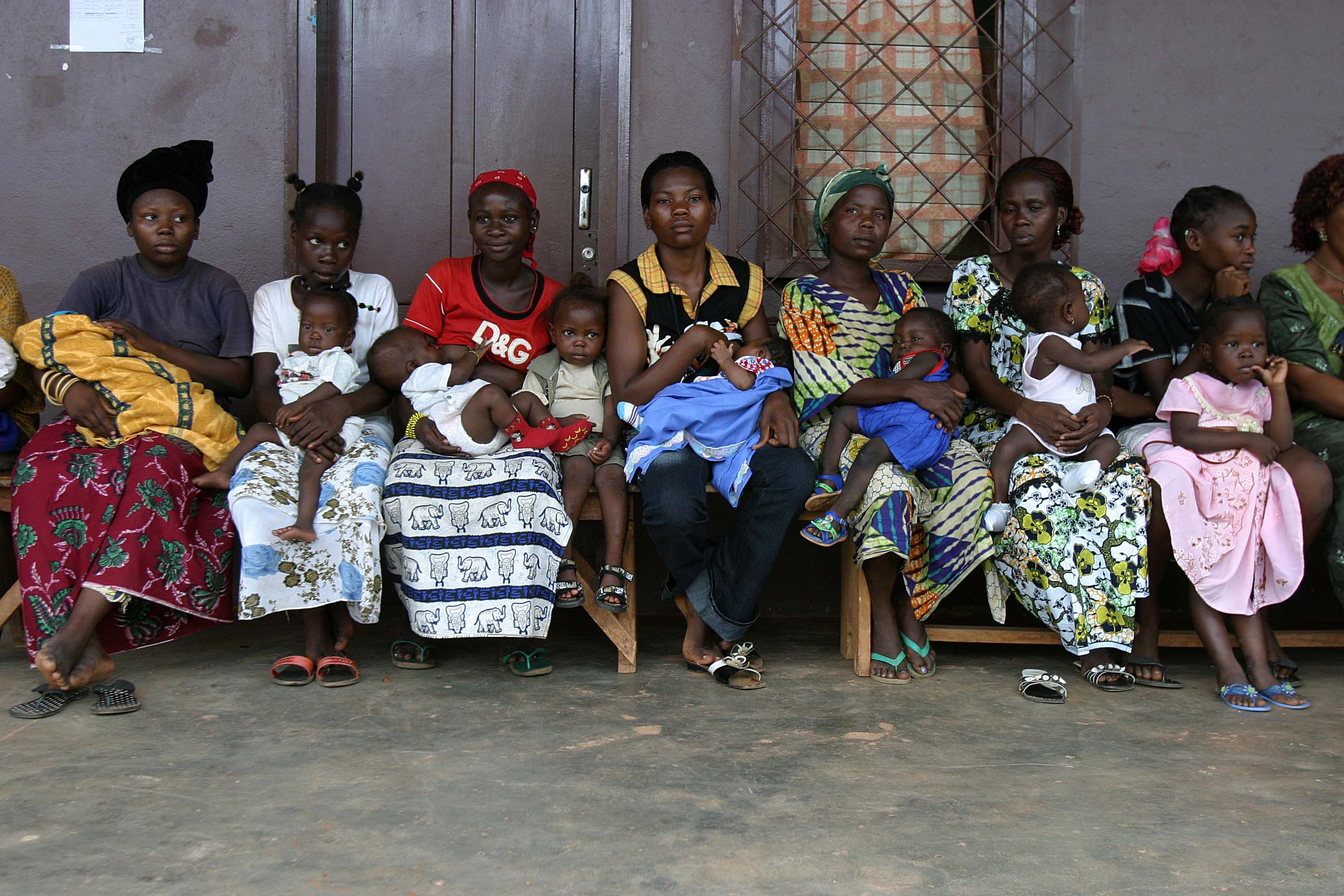
Mütter sowie Kinder im Alter zwischen 0 und 5 Jahren warten vor einem Gesundheitszentrum in Bangui auf ihre Polio-Impfung (2008)

Die Gesundheitsausgaben des Landes betrugen im Jahr 2021 9,1 % des Bruttoinlandsprodukts. Im Jahr 2018 praktizierten in Zentralafrikanische Republik 0,7 Ärztinnen und Ärzte je 10.000 Einwohner. Die Sterblichkeit bei unter 5-jährigen betrug 2022 96,8 pro 1000 Lebendgeburten.
Das Gesundheitswesen ist der Schlafkrankheit, Malaria, der Lepra, AIDS und anderen Krankheiten nicht gewachsen. Ein hoher Anteil der Bevölkerung ist HIV-infiziert. Je nach Quelle wird von einer Prävalenz von 6,3 % bis 13,5 % ausgegangen. Eine soziale Versorgung gibt es kaum.
Beim Welthunger-Index 2019 belegte die Zentralafrikanische Republik den letzten Platz. Sie ist das einzige Land der Welt, in dem die Lage als „gravierend“ eingeschätzt wurde. Im Zeitraum 2016–18 galten fast 60 % der Bevölkerung als unterernährt.
Die weltweite COVID-19-Pandemie trat in der Zentralafrikanischen Republik erstmals im März 2020 auf.

## Geschichte
Nach dem vom Sudan aus betriebenen Sklavenhandel siedelten hier später Bantu und Azande. Letztere gründeten die Sultanate Rafaï und Bang Assou.
Das Gebiet der heutigen Zentralafrikanischen Republik deckt sich weitgehend mit dem ehemaligen Ubangi-Schari, Teil von Französisch-Äquatorialafrika. Am 25. April 1946 wurde von der Konstituierenden Nationalversammlung Frankreichs die Loi Lamine Guèye verabschiedet, nach der ab dem 1. Juni 1946 alle Bewohner der überseeischen Gebiete einschließlich Algeriens denselben Bürgerstatus wie Franzosen in Frankreich oder den überseeischen Gebieten hatten. Damit war das Frauenwahlrecht Gesetz. Bei den Wahlen zur Französischen Nationalversammlung sowie für alle örtlichen Wahlen in ganz Afrika außer Senegal galt bis 1956 ein Zweiklassenwahlrecht. 1956 wurde, noch unter französischer Verwaltung, die loi-cadre Defferre und damit das allgemeine Wahlrecht eingeführt.
Das Land erlangte im „Afrikanischen Jahr“ 1960 seine volle Unabhängigkeit von der französischen Kolonialherrschaft. Barthélemy Boganda wurde bereits vor Unabhängigkeit Ende 1958 zum Premierminister ernannt, verunglückte aber 1959 bei einem Flugzeugabsturz. David Dacko wurde 1960 zum Präsidenten gewählt. Für die Bestätigung des aktiven und passiven Frauenwahlrechts nach der Unabhängigkeit nennen mehrere Quellen 1986, eine abweichende Quelle 1960.

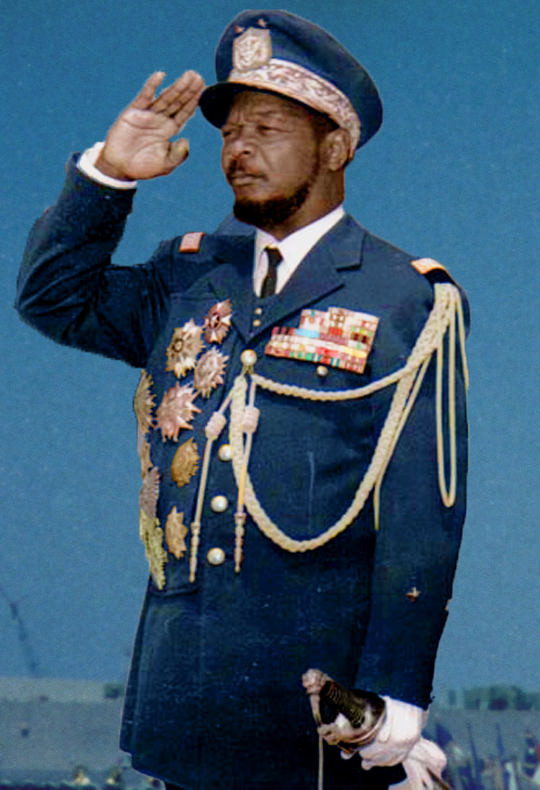
Der selbsternannte Kaiser Jean-Bédel Bokassa (1970er Jahre)

1966 setzte Jean-Bédel Bokassa Dacko durch einen Putsch ab und verwandelte 1976 bis 1979 das Land in eine Monarchie, das Zentralafrikanische Kaiserreich, das er als Kaiser despotisch regierte. 1979 wurde Bokassa von Général André Kolingba abgesetzt, der als Präsident bis 1993 regierte. 1991 wurden politische Parteien wieder zugelassen. Bei freien Wahlen verlor Kolingba 1993 gegen Ange-Félix Patassé, der am 19. September 1993 neuer Präsident wurde. Seitdem gab es verschiedene Versuche, zur Demokratie zurückzukehren, aber bis 1997 auch Militärputsche, Umstürze und Umsturzversuche, an denen zum Teil die frühere Kolonialmacht Frankreich beteiligt war.
Patassé wurde nach zwischenzeitlichen Umstürzen am 22. Oktober 1999 wiedergewählt und am 15. März 2003 durch François Bozizé gestürzt. Die Präsidentschaftswahlen 2005 gewann Bozizé im zweiten Wahlgang am 24. Mai 2005 mit 64,6 % der registrierten Stimmen. Seit Mitte 2006 litt der Norden des Landes unter Kämpfen zwischen Regierungstruppen und Rebellen. Nach Angaben der humanitären Organisationen im Land waren Millionen Menschen von den gewaltsamen Auseinandersetzungen betroffen. Mehr als 212.000 Menschen waren aus ihren Dörfern geflüchtet. 78.000 Flüchtlinge hatten das Land verlassen. Die bewaffneten Konflikte im Tschad und in Darfur (→ Darfur-Konflikt) begannen auf die Zentralafrikanische Republik überzugreifen. Die Regierung wurde beim Kampf gegen Rebellen von der ehemaligen französischen Kolonialmacht unterstützt.
Ab Dezember 2012 kam es zu schweren Gefechten der Regierung mit den islamisch dominierten Rebellenkoalition der Séléka. Die USA zogen aus Angst vor Übergriffen ihren Botschafter zurück, Frankreich lehnte eine Intervention ohne UN-Mandat ab. Am 24. März 2013 nahm die Séléka den Präsidentenpalast in der Hauptstadt Bangui ein und übernahm die Macht; Präsident François Bozizé floh ins Ausland. Der Rebellenführer Michel Djotodia ließ sich zum Präsidenten küren und löste die Séléka auf. Trotzdem kam es zunehmend zu Gewalttätigkeiten zwischen Kämpfern der ehemaligen Rebellen und den Anhängern Bozizés sowie gegen Zivilisten. Nach Zustimmung des Sicherheitsrates der Vereinten Nationen am 5. Dezember 2013 wurde der französische Militäreinsatz ausgeweitet; Präsident Djotodia und Premierminister Nicolas Tiangaye traten am 10. Januar 2014 zurück. Catherine Samba-Panza wurde zur Interimspräsidentin ernannt, eine neue Verfassung trat in Kraft und 2016 fanden wieder Wahlen statt.
Am 14. Dezember 2015 rief die Séléka im Norden des Landes die Republik Dar El Kuti aus. Man wolle zuerst nur Autonomie, strebe aber für die Zukunft die völlige Unabhängigkeit an.

## Politik

### Politisches System
Nach der Verfassung von 2015 ist die Zentralafrikanische Republik eine präsidentielle Republik mit Mehrparteiensystem. Der Präsident wird für fünf Jahre vom Volk direkt gewählt (zuvor sechs Jahre) und kann einmal wiedergewählt werden. Als Staatsoberhaupt ist er Oberbefehlshaber der Streitkräfte und hat die Befugnis, den Premierminister und Kabinettsmitglieder zu ernennen und zu entlassen.
In der Realität ist die Zentralafrikanische Republik aber keine Demokratie. Im Demokratieindex bspw. lag das Land seit Beginn der Untersuchungen 2006 kontinuierlich auf einem der letzten Plätze und erreichte nie einen Wert von 2 von 10 Punkten.
Bei den Wahlen im Februar 2016 setzte sich der ehemalige Premierminister Faustin-Archange Touadéra mit 62,7 % im zweiten Wahlgang durch, nachdem er im ersten Wahlgang im Dezember 2015 noch mit 19 % hinter seinem Konkurrenten Anicet Georges Dologuélé gelegen hatte. Im Dezember 2020 wurde Touadéra bereits im ersten Wahlgang mit 53,9 % wiedergewählt. Aufgrund der Corona-Pandemie versuchte die Regierung durch eine Verfassungsänderung die Amtszeit des Präsidenten zu verlängern, was jedoch vom Verfassungsgericht abgelehnt wurde.
Die Legislative liegt bei der Nationalversammlung der Zentralafrikanischen Republik mit 140 Abgeordneten, die zeitgleich mit dem Präsidenten für fünf Jahre vom Volk direkt gewählt werden. Die Abgeordneten werden nach absoluter Mehrheitswahl mit eventueller Stichwahl in Einpersonenwahlkreisen gewählt. Laut Verfassung soll es ein Zweikammerparlament geben, jedoch wurde der vorgesehene Senat bisher nicht etabliert.
Nach den Wahlen von 2016 gingen die meisten Sitze im Parlament an Unabhängige, keine Partei konnte mehr als 10 % der 140 Sitze gewinnen. Die fünf größten Parteien im Parlament sind:
- Union pour le renouveau centrafricain (URCA), 13 Sitze
- Union nationale pour la démocratie et le progrès (UNDP), 13 Sitze
- Rassemblement Démocratique Centralafricain (RDC), 10 Sitze
- Mouvement pour la Libération du Peuple Centrafricain (MLPC), 9 Sitze
- Nationale Konvergenz „Kwa Na Kwa“, 7 Sitze

Aus der Präsidentschaftswahl in der Zentralafrikanischen Republik 2020/21 ging Faustin-Archange Touadéra mit 53,92 % der abgegebenen Stimmen als Sieger hervor.

### Militär
Die Forces Armées Centrafricaines (FACA) gliederten sich im Jahr 2020 in Heer (ca. 9.000 Mann), Luftstreitkräfte (Force Aérienne Centrafricaine, 150 Mann) und Gendarmerie (ca. 1000 Mann). Für junge Männer besteht eine Wehrpflicht von zwei Jahren, aber nur ein geringer Teil eines Jahrgangs wird eingezogen. Die Zentralafrikanische Republik gab 2020 knapp 1,8 Prozent ihrer Wirtschaftsleistung oder 40,6 Millionen US-Dollar für ihre Streitkräfte aus.
Russische Spezialkräfte der Gruppe Wagner waren im Frühjahr 2018 anwesend; es wurde ein Zusammenhang mit Rohstoffen hergestellt (Mangan aus dem Sudan).

### Politische Indizes
| Name des Index                     | Indexwert     | Weltweiter Rang | Interpretationshilfe | Jahr |
| ---------------------------------- | ------------- | --------------- | --- | ---- |
| Fragile States Index               | 103,9 von 120 | 7 von 179       | Stabilität des Landes: großer Alarm 0 = sehr nachhaltig / 120 = sehr alarmierend Rang: 1 = fragilstes Land / 179 = stabilstes Land | 2024 |
| Demokratieindex                    | 1,18 von 10   | 164 von 167     | Autoritäres Regime 0 = autoritäres Regime / 10 = vollständige Demokratie                                                           | 2024 |
| Freedom in the World Index         | 5 von 100     | —               | Freiheitsstatus: unfrei 0 = unfrei / 100 = frei                                                                                    | 2024 |
| Rangliste der Pressefreiheit       | 60,2 von 100  | 72 von 180      | Erkennbare Probleme für die Pressefreiheit 100 = gute Lage / 0 = sehr ernste Lage                                                  | 2025 |
| Korruptionswahrnehmungsindex (CPI) | 24 von 100    | 149 von 181     | 0 = sehr korrupt / 100 = sehr sauber                                                                                               | 2024 |

### Menschenrechte
Im Allgemeinen werden die Bemühungen der Regierung zur Einhaltung der Menschenrechte als sehr gering eingestuft. Bewaffnete Gruppen töten, schlagen und vergewaltigen Zivilisten, plündern und brennen Dörfer im Norden des Landes nieder. Die lokale Bevölkerung wird von den bewaffneten Gruppen erpresst, bedroht und misshandelt. Berichten zufolge sind auch Kinder Mitglieder dieser bewaffneten Gruppen.
Die Lage der Presse- und Meinungsfreiheit wird als kritisch beurteilt. Die Medien unterliegen einer staatlichen Zensur. Journalisten werden eingeschüchtert, bedroht und festgenommen. Die Haftbedingungen sind sehr hart.
Zahlreiche Zivilisten wurden 2009 während kriegerischer Auseinandersetzungen von Kämpfern verletzt oder ermordet. Angehörige der Sicherheitskräfte, die Menschenrechtsverletzungen begangen hatten, blieben straffrei. Durch die allgemein kritische Sicherheitslage war es für Menschenrechtsgruppen und humanitäre Hilfsorganisationen äußerst schwierig, die genaue Zahl der Verletzten und Getöteten zu bestimmen. Der Amnesty Report 2010 von Amnesty International gibt an, dass der Glaube an Hexerei weit verbreitet sei. Der Hexerei verdächtigte Menschen würden demnach häufig gefoltert, auf andere Weise grausamer, unmenschlicher oder erniedrigender Behandlung ausgesetzt und in einigen Fällen sogar umgebracht.
Laut dem Kinderhilfswerk UNICEF mussten zwischen 1999 und 2007 ca. 47 % der Kinder im Alter zwischen 5 und 14 Jahren Kinderarbeit verrichten. Wegen der Immunschwächekrankheit AIDS gibt es schätzungsweise 100.000 AIDS-Waisen im Land, die größtenteils selbst für ihren Lebensunterhalt aufkommen müssen. Aufgrund der großen Armut sind zudem viele Familien auf das Einkommen der Kinder angewiesen. Die Zentralafrikanische Republik ist sowohl Ausgangs- als auch Zielland von Kinderhandel. UNICEF unterhält ein Projekt zur Reintegrierung ehemaliger Kindersoldaten zurück in die Gesellschaft.
Das Strafgesetzbuch kriminalisiert homosexuelles Verhalten. Auf das „öffentliche Zeigen der Liebe“ zwischen Personen des gleichen Geschlechts steht eine Freiheitsstrafe von sechs Monaten bis zu zwei Jahren oder eine Geldstrafe zwischen 150.000 und 600.000 CFA-Francs (230 bis 900 Euro). Jedoch gibt es keine Anhaltspunkte für entsprechende polizeiliche Verfolgungen.
In der Zentralafrikanischen Republik kommt es zu Anschuldigungen wegen Hexerei und zu modernen Hexenverfolgungen.

## Wirtschaft

### Wirtschaftsstruktur und -lage

Entwicklung des realen Bruttoinlandsprodukts pro Kopf

Die Binnenlage, eine unzureichende Verkehrsinfrastruktur und Mangel an qualifizierten Arbeitskräften erschwerten die wirtschaftliche Entwicklung des Landes bereits während der Kolonialzeit. Mit der Unabhängigkeit kamen noch Korruption und politische Instabilität hinzu.
60 % der Bevölkerung leben bis heute auf dem Land, daher ist die Landwirtschaft der wichtigste Wirtschaftszweig. Obwohl nur gut drei Prozent des Staatsgebietes landwirtschaftlich genutzt werden, trägt der Agrarsektor zu mehr als der Hälfte des Bruttoinlandsprodukts (BIP) bei. Subsistenzwirtschaft ist weit verbreitet. Angebaut werden etwa Yams, Maniok, Hirse und Mais für den Eigenbedarf sowie Baumwolle, Kaffee und Tabak für den Export. Holz und Diamanten stellen die wichtigsten Exportgüter dar, die zusammen zwei Drittel des Exports ausmachen. Die Zentralafrikanische Republik ist auf Nahrungsmittelimporte angewiesen.
Die Industrie des Landes ist kaum entwickelt und trägt zu etwa 15 % des BIP bei. Hergestellt werden, neben der Verarbeitung von Holz und Diamanten, einfache Konsumgüter und Gebrauchsgegenstände wie Textilien, Schuhe oder auch Fahrräder. Energieträger, Maschinen, Fahrzeuge und chemische Erzeugnisse müssen importiert werden, wodurch das Land ein hohes Handelsbilanzdefizit aufweist, das durch internationale Hilfsleistungen nur unzureichend ausgeglichen wird.
Der Tourismus ist unbedeutend, etwa 12.000 Touristen bereisten 2005 das Land, das damit umgerechnet etwa vier Millionen US-Dollar einnahm. Es existieren bedeutende Uranlagerstätten, die zu 90 % im Besitz von Uramin, einem Tochterunternehmen des französischen Nukleartechnikkonzerns Areva, sind.
Die Arbeitslosenquote wird mit 6,9 % angegeben, allerdings sind nahezu alle Beschäftigungsverhältnisse informeller Natur und Unterbeschäftigung ist weit verbreitet. Die Zentralafrikanische Republik ist Teil der zentralafrikanischen Wirtschaftszone, die den CFA-Franc als gemeinsame Währung hat. Obwohl nur etwa jeder zehnte Einwohner über einen Internetzugang verfügt, wurde im Jahr 2022 Bitcoin als zweites offizielles Zahlungsmittel eingeführt.
Das Land teilt sich mit einigen anderen zentralafrikanischen Staaten eine Wertpapierbörse – die Bourse des Valeurs Mobilières de l’Afrique Centrale.
| Jahr                                    | 2010  | 2015  | 2016  | 2017  | 2018  | 2019  | 2020  | 2021  | 2022  | 2023  |
| --------------------------------------- | ----- | ----- | ----- | ----- | ----- | ----- | ----- | ----- | ----- | ----- |
| BIP in Mrd. USD (Kaufkraftparität)      | 4,8   | 3,8   | 4,0   | 4,2   | 4,5   | 5,0   | 5,5   | 5,9   | 6,4   | 6,7   |
| BIP pro Kopf in USD (Kaufkraftparität)  | 1.062 | 813   | 845   | 884   | 929   | 1.010 | 1.093 | 1.159 | 1.251 | 1.291 |
| BIP-Wachstum (real)                     | 4,6 % | 4,3 % | 4,8 % | 4,5 % | 3,8 % | 3,0 % | 1,0 % | 1,0 % | 0,5 % | 0,7 % |
| Inflation (in Prozent)                  | 1,5 % | 1,4 % | 4,9 % | 4,2 % | 1,6 % | 2,8 % | 0,9 % | 4,3 % | 5,6 % | 3,0 % |
| Staatsverschuldung (in Prozent des BIP) | 20 %  | 60 %  | 54 %  | 50 %  | 50 %  | 48 %  | 44 %  | 49 %  | 51 %  | 58 %  |

### Staatshaushalt
Der Staatshaushalt umfasste 2016 Ausgaben von umgerechnet 285 Mio. US-Dollar, dem standen Einnahmen von umgerechnet 207 Mio. US-Dollar gegenüber. Daraus ergibt sich ein Haushaltsdefizit in Höhe von 4,4 % des BIP.
Die Staatsverschuldung betrug 2021 ca. 48 % des BIP.

## Verkehr

### Straßenverkehr

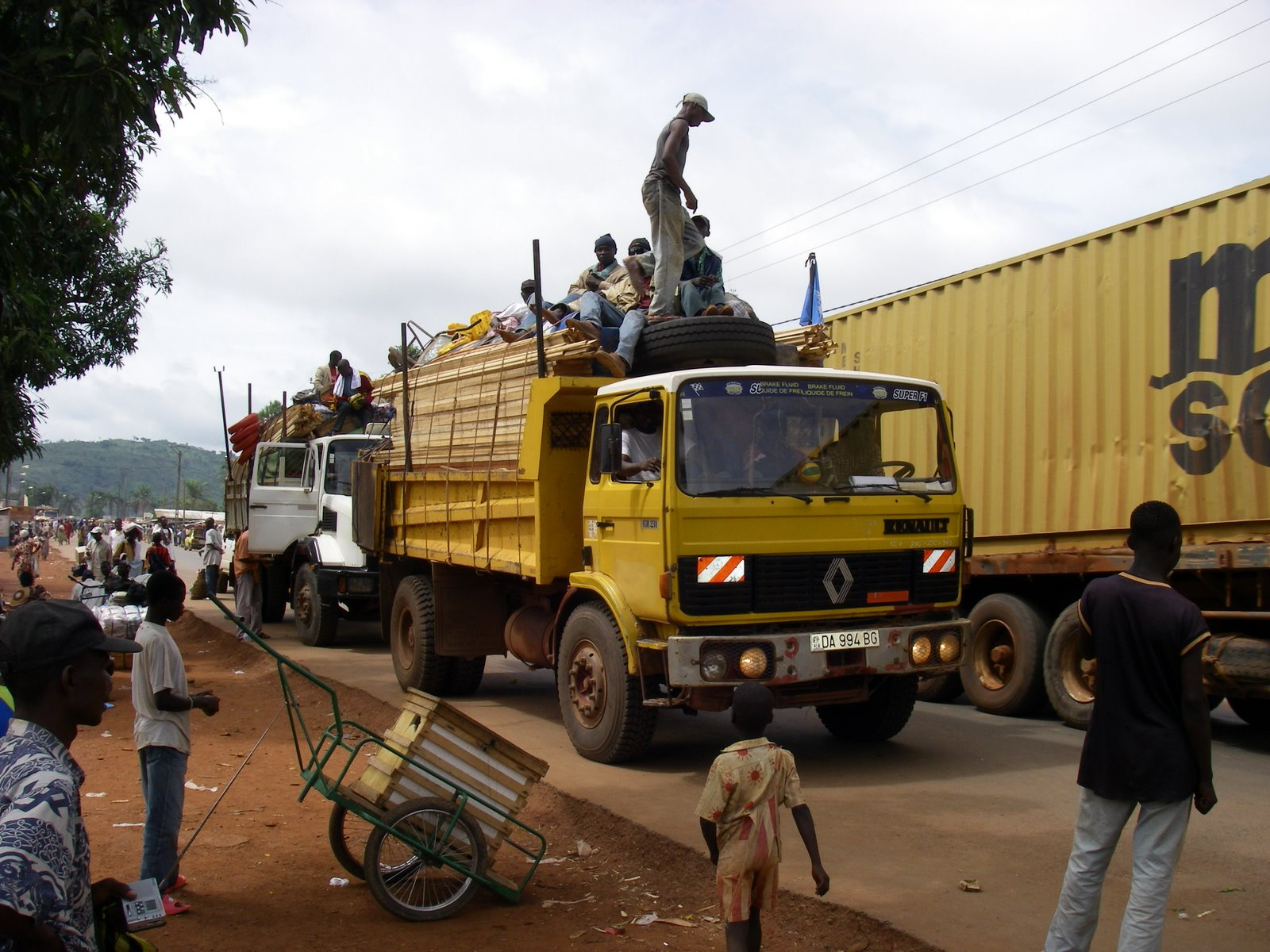
LKWs in Bangui (2007)

Die Verkehrsinfrastruktur ist sowohl im Umfang als auch im Zustand unzureichend. Es besteht ein Straßennetz mit einer Länge von ca. 24.000 km, von dem aber nur etwa drei Prozent asphaltiert sind, sodass ein beträchtlicher Teil davon während der Regenzeit (Juli–Oktober) nicht befahrbar ist. Ein Abschnitt des Trans-African Highway 8 verläuft durch das Land.
Straßensperren sind in der Zentralafrikanischen Republik weit verbreitet. Sie werden von staatlichen Stellen oder von Rebellengruppen errichtet. An ihnen muss Wegezoll bezahlt werden, der ein illegales Einkommen der staatlichen Angestellten bzw. der Rebellen darstellt. Bei einer Untersuchung im Jahr 2017 wurden 284 Straßensperren gezählt, von denen 41 % von staatlichen Akteuren, 53 % von Ex-Séléka-Rebellen und 14 % von Anti-Balaka-Rebellen aufgestellt worden waren. Dabei waren manche Straßensperren unter der Kontrolle von mehr als einer Gruppe. Während die von staatlichen Stellen aufgestellten Straßensperren im Südwesten des Landes vorherrschten, waren diese der Rebellen im Rest des Landes. Infolge des Bürgerkrieges sind große Teile des Landes nicht unter der Kontrolle der Regierung.

### Schienenverkehr
Schienenverkehr gibt es seit 1962 nicht mehr. Die einzige Strecke war nur wenige Kilometer lang. Sie diente der Umgehung von Stromschnellen im Ubangi und war somit in den Schiffsverkehr integriert. Es gibt Vorschläge, das Land an das Eisenbahnnetz von Kamerun und dem Sudan anzuschließen. Vor der Unabhängigkeit war eine Strecke in den Tschad geplant.
Schiffsverkehr ist in der Regenzeit auf einer Länge von 2800 Kilometern auf den Flüssen Ubangi und Sangha bzw. auf dem Kongo möglich. Binnenhäfen befinden sich in Bangui und Salo.

### Flugverkehr
Einziger internationaler Flughafen ist der Bangui M’Poko International Airport, daneben sind 37 kleinere Flugplätze in Betrieb.

## Musik

### Traditionelle Musik

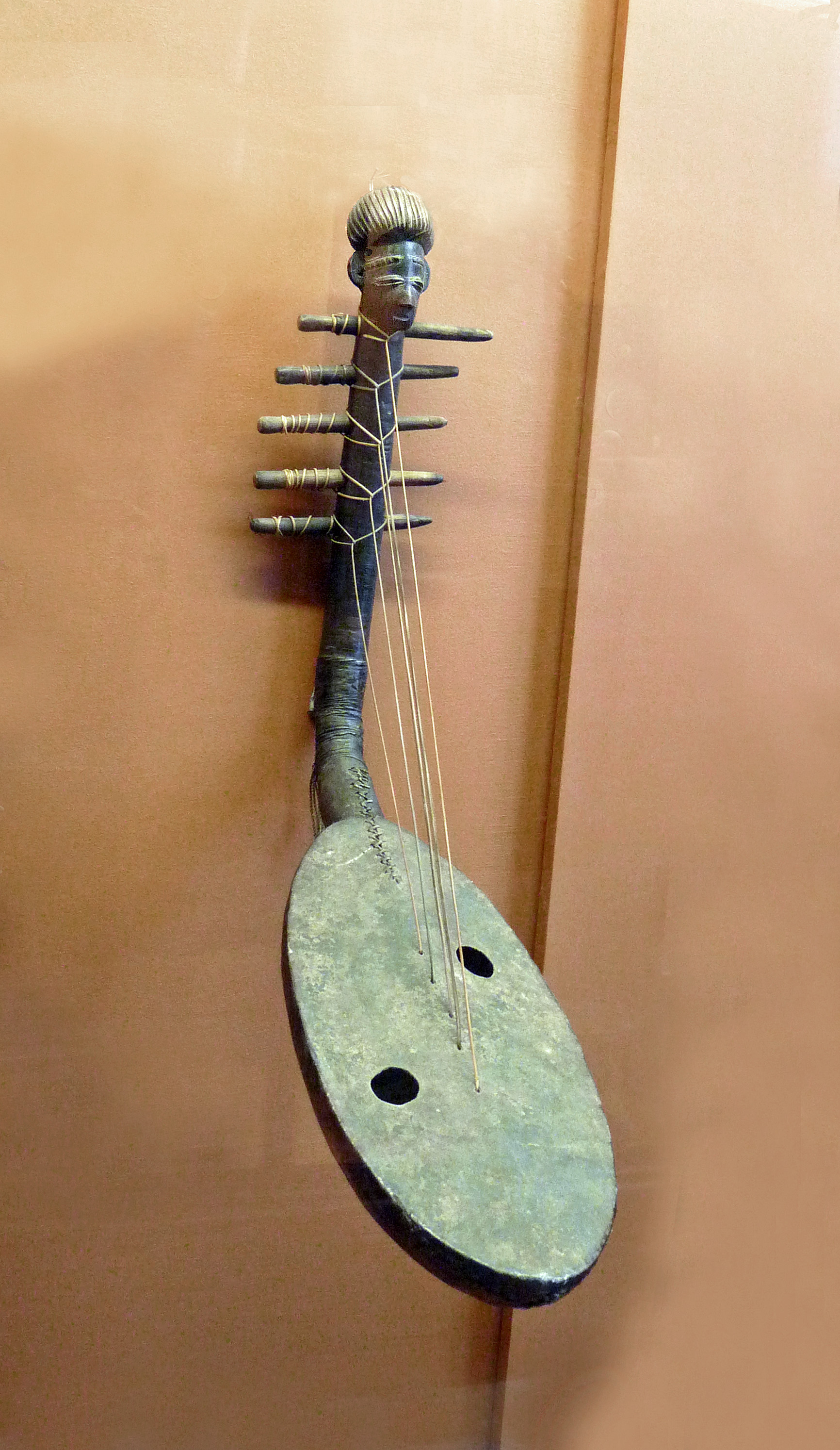
Azande-Bogenharfe kundi im Königlichen Museum für Zentral-Afrika, Tervuren

Die traditionelle Musik ist wie in den meisten afrikanischen Gesellschaften untrennbar in das Leben des Einzelnen, seiner Familie und seiner Gemeinschaft eingebunden. Bei einer rituellen Musik, die benötigt wird, um mit den Ahnen und Geistern in Kontakt zu treten, ist der ästhetische Wert zweitrangig. Traditionelle Musik basiert auf mündlichen Überlieferungen, die durch Nachahmung und verbale Unterweisung weitergegeben werden. Ihre Ausführung ist innerhalb eines vom Kollektiv (Familie, Dorfgemeinschaft) aufgestellten Rahmens mehr oder weniger streng vorgegeben. Eine nicht institutionalisierte Musik ist dafür im Alltag leichter zugänglich. Musik gehört funktionell zu Übergangszeremonien wie Initiationen, Hochzeiten und Begräbnissen, ferner zu Gottesdiensten, Besessenheitszeremonien von traditionellen Glaubensvorstellungen und gesellschaftlichen Feierlichkeiten.
Jede der rund 85 Ethnien der Zentralafrikanischen Republik pflegt ein zu einem gewissen Teil eigenständiges Repertoire, das für bestimmte gesellschaftliche Anlässe reserviert ist. Es gibt keine speziellen Gruppen professioneller Musiker; bei bestimmten Zeremonien, etwa Initiationen, werden aber auf ihrem jeweiligen Instrument anerkannte Musiker engagiert. Musik ist ein mit Tanz verbundenes und in andere kulturelle Aktivitäten eingebettetes Phänomen, weshalb es, wie in vielen schwarzafrikanischen Kulturen, hierfür kein spezifisches Wort gibt. Erst in jüngerer Zeit wurden für „Musik“ die Begriffe mosoko und ngombi in die Nationalsprache Sango eingeführt. Instrumentales Spiel und Gesang gelten als die beiden Aufführungsformen von Musik, aus denen heraus der nicht als unabhängige Ausdrucksform aufgefasste Tanz entsteht.
Die kolonialzeitlichen politischen Grenzziehungen haben Sprach- und Kulturregionen durchschnitten. Zur Definition von kulturgeographischen Regionen wird primär die Verbreitung von Sprachen herangezogen und weniger das Vorhandensein anderer kultureller Phänomene. Da das Kriterium Sprache besonders eng mit Musik zusammenhängt, ergeben sich daraus für die Zentralafrikanische Republik vier Musikregionen:
Die größte Musikregion A entspricht der Verbreitung der Adamaua-Sprachen, die sich von Nordostnigeria quer durch das Land bis über den gesamten Norden der Demokratischen Republik Kongo erstreckt. Diese Region wird unterteilt in die Gebiete der Gbaya im Westen, der Banda im Zentrum sowie der Nzakara und Azande im Osten. Wahrscheinlich werden in der gesamten Region pentatonische Tonleitern verwendet, häufig kombiniert mit einer homophonen Mehrstimmigkeit.
Die Musikregion B gehört zur Benue-Kongo-Sprachregion und ist auf den südwestlichen Zipfel des Landes mit der Präfektur Sangha-Mbaéré bis zur Stadt Mbaïki entlang der Grenze zur Demokratischen Republik Kongo beschränkt. Die Musikregion C umfasst den Nordosten der Zentralafrikanischen Republik im Dreiländereck zum Tschad und Südsudan, in dem Maban-Sprachen gesprochen werden. In dieser Grenzregion werden zwar ähnliche Rhythmen aus kurzen zyklischen Folgen gespielt wie in der Region A, der rhythmische Stil der dortigen Runga, die auch im Tschad leben, ist aber stark von der Musik der muslimischen Ethnien in der Sahelzone geprägt. Als eigene Musikregion D wird die Musik der Pygmäen im Südwesten betrachtet.
Weit verbreitet sind Ensembles mit Xylophonen und Trommeln, die harmonische und teilweise polyrhythmische Strukturen erzeugen, die sich aus der Überlagerung der melodischen Formen einzelner Instrumente ergeben. Xylophon-Ensembles kennen beispielsweise die Azande, Banda und Mandschia. In der Präfektur Ouham-Pendé verwenden die Banda Gbambiya ein Ensemble mit vier tragbaren Xylophonen mbaza, einer zweifelligen Trommel kporo und verschiedenen Gefäßrasseln, zu denen eine oder mehrere Gesangsstimmen kommen. Die Gbaya spielen in einem Ensemble ein Xylophon zanga mit 9 bis 12 Klangplatten, drei Trommeln, zwei Rasseln und eine kleine Hornflöte zak zembèrè für das instrumentale Spiel oder manchmal zur Gesangsbegleitung. Mit beiden Ensembles werden rituelle oder unterhaltende Stücke gespielt. Bei einem Ensemble mit mehreren Xylophonen haben diese eigene Namen und klar umrissene musikalische Aufgaben. Wie bei den Gbaya, Mandschia und Mbaka werden häufig auch drei Xylophone verwendet: bezanga (kleines Xylophon), rgiringba (Xylophon der Ahnen) und kpembe (jüngstes Kind). Hinzu kommen die zweifellige Trommel bion, Rasseln ngala, kleine Glocken und Händeklatschen. Die Zentralafrikanische Republik liegt im Verbreitungsgebiet der alten, früher für die Häuptlingstümer bedeutenden Stieldoppelglocken vom Typ der gankogui. Andere Typen der weit verbreiteten Xylophonfamilie sind das Tragbügelxylophon mentsiang der Mpyemo (entsprechend dem mendzan in Kamerun), das Tragbügelxylophon zanga der Gbaya mit Resonatoren aus Rinderhörnern und Kalebassen, das Holmxylophon kponingbo der Azande mit 12 oder 13 Platten und das kangba der Manza.
Glocken und Lamellophone (sanza und likembe mit Resonator kembe) gehören zu den in jüngerer Zeit durch Migration eingeführten Instrumenten. So verwenden die Gbaya die sanza häufig zur Begleitung sentimentaler ruhiger Liebeslieder. Die Liedtexte gehören zur Tradition, sie werden solistisch oder als Call and Response vorgetragen, Instrumentalstücke kennen die Gbaya praktisch nicht.
Lamellophone und Bogenharfen sind die beliebtesten traditionellen Instrumente zur eigenen musikalischen Unterhaltung. Beide können auch beim Gehen auf langen Wanderungen gespielt werden. Die Zentralafrikanische Republik liegt im Gebiet der auf altägyptische Vorbilder zurückgehenden zentralafrikanischen Harfen, unter denen sie zum Typus mit Tüllenschäftung (vgl. adungu) gehören. Die fünfsaitige Bogenharfe kundi ist hauptsächlich bei den Azande und daneben bei einigen anderen Ethnien verbreitet. Aufwendig figürlich gestaltete Exemplare sind seit dem Ende des 19. Jahrhunderts begehrte Sammlerobjekte in europäischen Museen. Bei dem Mbaka heißt diese Harfe kundu. Nur die Mbaka verwenden darüber hinaus die zehnsaitige Bogenharfe ngombi (ein regional für unterschiedliche Harfen verwendeter Name) mit einem sehr großen langrechteckigen Korpus, der aus einem Holzblock geschnitzt wird.
Zu den Musik- und Tanzstilen der Region A gehören der kponingbo-Tanz, der nach dem hierzu gespielten Holmxylophon benannt ist, der Tanz rebe bei den Azande (begleitet vom hölzernen Schlagidiophon kepe und der Kürbisrassel geye), Arbeitsgesänge der Frauen auf den Feldern, das Flötenensemble wombo der Azande mit meist vier gleichnamigen Kerbflöten und sangbatule, der Vortrag von Märchen über eine Trickster-Schildkröte.
Die völlig andere Musik der verschiedenen Pygmäengruppen ist wegen ihrer polyphonen und polyrhythmischen Strukturen bekannt. Die polyphonen und mit Jodeln kombinierten Gesänge der Pygmäen dienten als Anregung für westliche Jazzmusiker und beeinflussten György Ligeti und die Minimal Music von Steve Reich. Die Ba-Benzele singen einen Melodieton und blasen im Wechsel die Eintonflöte hindewhu, sodass sich aus dem hohen Bordunton der Eintonflöte und mehreren Gesangsstimmen ein komplexer polyphoner Gesamtklang ergibt. Andere Pygmäengruppen spielen die aus Kamerun stammende Kerbstegzither mvet. Die Ba-Aka verwenden die dreisaitige Harfe ngombi und die Frauen der Ba-Aka den Musikbogen mbiti. Generell haben die einzelnen Pygmäengruppen Musikinstrumente und Spielweisen ihrer sesshaften Kontaktbevölkerung übernommen. Mit Trommeln oder Schlagbalken (mbanda bei den Bangombe-Pygmäen) produzieren sie komplexe asymmetrische Rhythmusmuster.
Während einige Musikinstrumente wie Lamellophone, Rasseln und Glocken landesweit verbreitet sind, kommen andere nur bei einzelnen Ethnien vor, etwa die langen endgeblasenen Holztrompeten bei den Banda-Linda, Schlitztrommeln oder bestimmte ein- oder zweifellige Trommeln. Musikinstrumente werden üblicherweise nicht nach ihrer Form, sondern nach ihrem Verwendungszweck regional klassifiziert. So kennen die Mpyemo (a) Musikinstrumente zur Begleitung von zeremoniellen und unterhaltenden Tänzen: Trommeln, Schlitztrommeln; (b) selbständig verwendete Musikinstrumente: Lamellophone, Xylophone, Musikbögen; (c) reine Begleitinstrumente: Rasseln, Glocken, kurze Quertrompeten; (d) Instrumente für Kinder: Pfeifen und Erdbögen.

### Popularmusik
Eine Musik, die weitgehend auf mündlicher Überlieferung basiert, verändert sich ständig durch Migrationsbewegungen und kulturellen Austausch mit anderen Ethnien. Die Ankunft der Europäer brachte europäische Unterhaltungsmusik, Pop und Jazz, ein Re-Import ist die afrokubanische Musik und einen großen Einfluss auf die zentralafrikanische Popularmusik hatten die „kongolesischen Rhythmen“ (mit dem Soukous). Neben diesen modernen Musikstilen existieren traditionelle Stile auf den Dörfern ohne sich zu vermischen weiterhin nebeneinander. Zweckgebundene rituelle Musik verschwindet aber, wenn die gesellschaftlichen oder religiösen Anlässe nicht mehr bestehen.
Die städtische Tanzmusik ist eine durch lokale Rhythmen und Gesangsstile beeinflusste Variante des kongolesischen Soukous. Eine solche städtische Mischform ist Zokela. Aus dem ursprünglichen Namen einer Band in der Präfektur Lobaye, der auf Mbati „(gurgelndes, sirenenartiges) Geräusch“ bedeutet, wurde in den 1980er Jahren ein eigener traditionell-moderner Stil. Bei den typischen Zokela-Bands, wie sie seitdem samstagabends in einem Club in der Hauptstadt Bangui und anderen Städten auftreten, produzieren vier in einer Reihe stehende Sänger einen Wechselgesang aus überlagernden Stimmen und engen Harmonien, begleitet von Musikern mit E-Gitarren und Schlagzeug. Die Band Zokela imitierte mit der Bassgitarre die Schläge einer traditionellen tiefklingenden Trommel und ergänzte das Schlagzeug um eine mit einem Stock geschlagene Glasflasche, welche die synkopierten Rhythmusmuster der hoch klingenden traditionellen Trommel übernahm. Zokela war die erste Band, die Melodien, Gesangsstimmen und die Tanzrhythmen von Lobaye in eine moderne Popularmusik überführte. Weitere Bands wie Musiki, Makembe, Cannon Stars und Cool Stars kamen zur Tanzmusikszene von Bangui hinzu. Die Entwicklung des Zokela-Stils stand stets im Schatten der überregional bekannteren Stile Soukous im Kongo und Makossa in Kamerun.

### Christliche Musik
Mit den Europäern kamen Ende des 19. Jahrhunderts die ersten christlichen Missionare, die christliche Riten und hymnische Gesänge mitbrachten, aus denen zusammen mit den einheimischen Bräuchen eine neue Art von synkretistischer Religion wurde, die den Ahnenglauben nicht ernsthaft gefährdete. In die Liturgie wurden zwar einige traditionelle Rhythmusinstrumente eingeführt, die Musik wurde aber weitgehend auf das europäische Instrumentarium (Tasteninstrumente) angepasst. Der Chor sang überwiegend a cappella, afrikanische Melodieinstrumente und manche Trommeln waren unerwünscht. Das Zweite Vatikanische Konzil brachte 1963 die Wende von einer auf Latein vorgetragenen Liturgie und Musik hin zu afrikanischen Musikstilen, die seitdem zu einem zentralen Bestandteil des Gottesdienstes wurden.
Einer der beliebtesten Tänze bei den Ba-Aka-Pygmäen war Ende der 1980er Jahre der neu eingeführte Jagdtanz mabo. In Abständen von einigen Jahren entwickeln die Ba-Aka neue Tänze, die dann für wenige Jahre oder viele Jahrzehnte gepflegt werden. Ein weiterer Tanzmusikstil entstand bei den Ba-Aka Ende des 20. Jahrhunderts als Antwort auf das Erscheinen von Missionaren und als Ausdruck von Modernität in der Umgebung des Dorfes Bagandu in Lobaye. Er heißt eboka ya nzapa, „Gottes Tanz“. Im Dorf Bagandu wurden Hymnen der fundamentalistischen Church of the Brethren mit baptistischen, apostolischen und römisch-katholischen Hymnen und Musikformen, mit dem Tanz der Ba-Aka und mit auf Lingala gesungener kongolesischer Popmusik gemischt. Im Jahr 1992 hatten die Ba-Aka ihre kontroverse Diskussion darüber beendet und waren zu dem Schluss gekommen, dass sich ihr „Gottes Tanz“ und christliche Gebete vereinbaren lassen und sie beides praktizieren wollen.